# ISO/CEI 8859-7
La norme de codage des caractères ISO/CEI 8859-7 (grec) — couvre la langue grecque moderne (orthographe monotonique). Elle peut être utilisée aussi pour le grec ancien écrit sans accents ou dans l'orthographe monotonique, mais il manque les signes diacritiques pour l'orthographe polytonique. Ceux-ci ont été introduits avec Unicode.

## Tableau
Le jeu de caractères complet est présenté dans le tableau ci-après.
| ISO/CEI 8859-7:2003 | ISO/CEI 8859-7:2003 | ISO/CEI 8859-7:2003 | ISO/CEI 8859-7:2003 | ISO/CEI 8859-7:2003 | ISO/CEI 8859-7:2003 | ISO/CEI 8859-7:2003 | ISO/CEI 8859-7:2003 | ISO/CEI 8859-7:2003 | ISO/CEI 8859-7:2003 | ISO/CEI 8859-7:2003 | ISO/CEI 8859-7:2003 | ISO/CEI 8859-7:2003 | ISO/CEI 8859-7:2003 | ISO/CEI 8859-7:2003 | ISO/CEI 8859-7:2003 | ISO/CEI 8859-7:2003 |
|                     | x0                  | x1                  | x2                  | x3                  | x4                  | x5                  | x6                  | x7                  | x8                  | x9                  | xA                  | xB                  | xC                  | xD                  | xE                  | xF                  |
| ------------------- | ------------------- | ------------------- | ------------------- | ------------------- | ------------------- | ------------------- | ------------------- | ------------------- | ------------------- | ------------------- | ------------------- | ------------------- | ------------------- | ------------------- | ------------------- | ------------------- |
| 0x                  | Inutilisé           | Inutilisé           | Inutilisé           | Inutilisé           | Inutilisé           | Inutilisé           | Inutilisé           | Inutilisé           | Inutilisé           | Inutilisé           | Inutilisé           | Inutilisé           | Inutilisé           | Inutilisé           | Inutilisé           | Inutilisé           |
| 1x                  | Inutilisé           | Inutilisé           | Inutilisé           | Inutilisé           | Inutilisé           | Inutilisé           | Inutilisé           | Inutilisé           | Inutilisé           | Inutilisé           | Inutilisé           | Inutilisé           | Inutilisé           | Inutilisé           | Inutilisé           | Inutilisé           |
| 2x                  | SP                  | !                   | "                   | #                   | $                   | %                   | &                   | '                   | (                   | )                   | *                   | +                   | ,                   | -                   | .                   | /                   |
| 3x                  | 0                   | 1                   | 2                   | 3                   | 4                   | 5                   | 6                   | 7                   | 8                   | 9                   | :                   | ;                   | <                   | =                   | >                   | ?                   |
| 4x                  | @                   | A                   | B                   | C                   | D                   | E                   | F                   | G                   | H                   | I                   | J                   | K                   | L                   | M                   | N                   | O                   |
| 5x                  | P                   | Q                   | R                   | S                   | T                   | U                   | V                   | W                   | X                   | Y                   | Z                   | [                   | \                   | ]                   | ^                   | _                   |
| 6x                  | `                   | a                   | b                   | c                   | d                   | e                   | f                   | g                   | h                   | i                   | j                   | k                   | l                   | m                   | n                   | o                   |
| 7x                  | p                   | q                   | r                   | s                   | t                   | u                   | v                   | w                   | x                   | y                   | z                   | {                   | \|                  | }                   | ~                   |                     |
| 8x                  | Inutilisé           | Inutilisé           | Inutilisé           | Inutilisé           | Inutilisé           | Inutilisé           | Inutilisé           | Inutilisé           | Inutilisé           | Inutilisé           | Inutilisé           | Inutilisé           | Inutilisé           | Inutilisé           | Inutilisé           | Inutilisé           |
| 9x                  | Inutilisé           | Inutilisé           | Inutilisé           | Inutilisé           | Inutilisé           | Inutilisé           | Inutilisé           | Inutilisé           | Inutilisé           | Inutilisé           | Inutilisé           | Inutilisé           | Inutilisé           | Inutilisé           | Inutilisé           | Inutilisé           |
| Ax                  | NBSP                | ‘                   | ’                   | £                   | €                   | ₯                   | ¦                   | §                   | ¨                   | ©                   | ͺ                   | «                   | ¬                   | SHY                 |                     | ―                   |
| Bx                  | °                   | ±                   | ²                   | ³                   | ΄                   | ΅                   | Ά                   | ·                   | Έ                   | Ή                   | Ί                   | »                   | Ό                   | ½                   | Ύ                   | Ώ                   |
| Cx                  | ΐ                   | Α                   | Β                   | Γ                   | Δ                   | Ε                   | Ζ                   | Η                   | Θ                   | Ι                   | Κ                   | Λ                   | Μ                   | Ν                   | Ξ                   | Ο                   |
| Dx                  | Π                   | Ρ                   |                     | Σ                   | Τ                   | Υ                   | Φ                   | Χ                   | Ψ                   | Ω                   | Ϊ                   | Ϋ                   | ά                   | έ                   | ή                   | ί                   |
| Ex                  | ΰ                   | α                   | β                   | γ                   | δ                   | ε                   | ζ                   | η                   | θ                   | ι                   | κ                   | λ                   | μ                   | ν                   | ξ                   | ο                   |
| Fx                  | π                   | ρ                   | ς                   | σ                   | τ                   | υ                   | φ                   | χ                   | ψ                   | ω                   | ϊ                   | ϋ                   | ό                   | ύ                   | ώ                   |                     |